# Золотова Марина Василівна
Марина Василівна Золотова (біл. Марына Васілеўна Золатава; нар. 6 листопада 1977, Мінськ, БРСР, СРСР) — білоруська журналістка і політув'язнена. Головна редакторка УП «Надійні програми» (біл. «Надзейныя праграмы») (TUT.BY).

## Біографія
Марина Золотова народилась у Мінську 6 листопада 1977 року.
Закінчила курс болгарської філології філологічного факультету Білоруського державного університету, аспірантуру Інституту мовознавства Національної академії наук.
Працювала в державному Інституті проблем наук, а також в інформаційному агентстві БелаПАН.
З 2004 року головна редакторка порталу TUT.BY, який тоді був новинним агрегатором. Золотова стала першою, хто на порталі професійно займався новинами. Вела новинну стрічку на сайті.

## Справа БелТА
7 серпня 2018 року Марину Золотову затримали разом із понад десятком журналістів, яких підозрюють у перегляді нотаток державного інформаційного агентства БелТА про закриту платну підписку. Два дні провела в СІЗО на Акрестіна. Журналістів підтримують Європейський Союз, Рада Європи, США, а також міжнародні правозахисні організації.
Головна редакторка TUT.BY спочатку підозрювалася за двома статтями Кримінального кодексу Республіки Білорусь: ч. 2, ст. 349 (Несанкціонований доступ до комп'ютерної інформації, здійснений з іншої особистої зацікавленості, що спричинив істотну шкоду) та ч. 2, ст. 425 (Бездіяльність службової особи).
У заключному слові Марина Золотова зазначила:
| Ліві лапки | Білорусь знову з'явилася в заголовках іноземних медіа як держава, де придушується свобода слова. | Праві лапки |

## Політичне переслідування (з 2021)
У рамках кримінальної справи разом з іншими співробітниками TUT.BY Золотову заарештували 18 травня 2021 року за звинуваченням у пособництві в ухиленні від сплати податків. 25 травня 2021 року дев'ять організацій (Правозахисний центр «Вясна», Білоруська асоціація журналістів, Білоруський Гельсінський комітет, Білоруський ПЕН-центр та інші) оприлюднили спільну заяву, в якій визнали її політичною ув'язненою. 14 вересня 2021 року депутат Бундестагу Алоїз Райнер взяв на себе шефство над політув'язненою.

## Вирок
17 березня 2023 року Марині Золотовій та гендиректорці порталу Людмилі Чекіній призначили 12 років позбавлення волі в колонії загального режиму. Офіційно Золотову визнали винною в «поширенні матеріалів із публічними закликами до захоплення держвлади» та «в навмисних діях щодо розпалювання ворожнечі». Чекіну визнали винною в «ухиленні від сплати податків», а також в «організації поширення матеріалів з публічними закликами до захоплення державної влади» та в «розпалювання ворожнечі».

## Оцінки
Вдова засновника TUT.BY Юрія Зісера Юлія Чернявська назвала Золотову «мамою „TUT.BY“».

## Нагороди
- «Людина року» за версією Нашої Ніви (2018)[9].
- Премія «Гонар журналістыкі» (укр. Честь журналістики) імені Олеся Ліпая[be] (2019)[10].

## Сім'я
Одружена, має дочку й сина: Надія та Федір.